# Уганда на літніх Олімпійських іграх 2020
Уганду на літніх Олімпійських іграх 2020 представляли двадцять п'ять спортсменів у чотирьох видах спорту.

## Спортсмени
| Вид спорту            | Чоловіки | Жінки | Загалом |
| --------------------- | -------- | ----- | ------- |
| Легка атлетика        | 9        | 10    | 19      |
| Бокс                  | 2        | 1     | 3       |
| Академічне веслування | 0        | 1     | 1       |
| Плавання              | 1        | 1     | 2       |
| Загалом               | 12       | 13    | 25      |